# Oratori de la Mare de Déu del Pilar
Oratori de la Mare de Déu del Pilar és un edifici religiós del municipi de Cornudella de Montsant (Priorat) inclòs en l'Inventari del Patrimoni Arquitectònic de Catalunya.

## Descripció
Petita esglesiola o oratori dedicat a la mare de Déu del Pilar. És de paredat, amb planta trapezoïdal. Els murs interiors, enguixats, acaben en un fris continuo que suporta una volta de mig punt amb llunetes. Interiorment hi ha un petit cor suportat per una arcada rebaixada, i el presbiteri és situat a un nivell més alt que la resta del temple. Els elements decoratius no tenen cap interès especial. La façana, arrebossada amb un dibuix esgrafiat, presenta una porta amb llindar recte i de pedra. A la part superior hi ha un escut amb un pilar i la data de 1767. Sobre la porta s'hi obre un ull de bou i penjada a un costat, una petita campaneta.

## Història
La construcció sembla que té un origen privat. Estèticament es correspon amb les esglésies prioratines del segle xviii. El 1875 fou convertida en església parroquial al passar aquella a utilitzar-se com a fortalesa, per ordre de les autoritats locals. Habitualment hom hi celebra culte per la Mare de Déu del Pilar i també de Rams.